# Distrito da Floresta de Oden
O Distrito da Floresta de Oden (em alemão:  Odenwaldkreis) é um distrito da Alemanha, na região administrativa de Darmstadt, estado de Hessen.

## Cidades e Municípios
| Cidades                                                       | Municípios |
| ------------------------------------------------------------- | --- |
| 1. Bad König 2. Breuberg 3. Erbach 4. Michelstadt 5. Oberzent | 1. Brensbach 2. Brombachtal 3. Fränkisch-Crumbach 4. Höchst im Odenwald 5. Lützelbach 6. Mossautal 7. Reichelsheim |